# لودویک دلپورته
لودویک دلپورته (انگلیسی: Ludovic Delporte؛ زادهٔ ۶ فوریهٔ ۱۹۸۰) بازیکن فوتبال اهل فرانسه است.
از باشگاه‌هایی که در آن بازی کرده‌است می‌توان به باشگاه فوتبال اوساسونا، باشگاه فوتبال آلباسته بالومپیه، باشگاه فوتبال آنژه، باشگاه خیمناستیک تاراگونا، و باشگاه فوتبال لانس اشاره کرد.